# Dekanat Morąg
Dekanat Morąg – jeden z 21 dekanatów w rzymskokatolickiej diecezji elbląskiej.

## Parafie
W skład dekanatu wchodzi 10 parafii:
- Parafia Przemienienia Pańskiego – Chojnik
- Parafia Chrystusa Króla – Jarnołtowo
- Parafia MB Szkaplerznej – Kalnik
- Parafia Podwyższenia Krzyża Świętego – Małdyty
- Parafia bł. Michała Kozala – Morąg
- Parafia św. Józefa – Morąg
- Parafia Trójcy Przenajświętszej – Morąg
- Parafia Podwyższenia Krzyża Świętego – Słonecznik
- Parafia MB Miłosierdzia Ostrobamskiej – Strużyna
- Parafia MB Częstochowskiej – Wilamowo

## Sąsiednie dekanaty
Dzierzgoń, Łukta (archidiec. warmińska), Miłomłyn, Orneta (archidiec. warmińska), Ostróda – Wschód (archidiec. warmińska), Pasłęk I, Pasłęk II, Świątki (archidiec. warmińska)